# Tchiflik (Demir Kapiya)
Tchiflik (en macédonien Чифлик) est un village du sud de la Macédoine du Nord, situé dans la municipalité de Demir Kapiya. Le village comptait 90 habitants en 2002.

## Démographie
Lors du recensement de 2002, le village comptait :
- Macédoniens : 87
- Serbes : 1
- Autres : 2